# Xysticus pieperi
Xysticus pieperi is een spinnensoort uit de familie van de krabspinnen (Thomisidae).
De wetenschappelijke naam van de soort werd in 2005 gepubliceerd door Hirotsugu Ono en Jochen Martens.